# Абурел, Евгений
Евгений Абурел (арм. Էուջեն Բոգդանի Աբուրել, рум. Eugen Aburel; 23 января 1899, Галац, Румыния — 16 декабря 1975, Бухарест, Румыния) — румынский учёный-хирург, акушер и гинеколог армянского происхождения, доктор медицины и хирургии, профессор. Пионер региональной анальгезии для облегчения боли при родах.
Представитель румынской медицины в области акушерства, который своими инновационными хирургическими методами, упоминается в значительной части как румынской так и зарубежной литературе.

## Биография
Евгений Абурел родился в Галаци в Румынии 23 января 1899 года. Первоначально у него была склонность к карьере инженера, но он перешёл на медицину и в 1923 году окончил Ясский университет в Румынии. Прежде чем выбрать акушерство и гинекологию, он изучал хирургию и психиатрию.
В 1928 году он отправился в Париж и совмещал клиническую работу в больницах Тарнье и Бусикан с исследованиями на физиологическом факультете Сорбонского университета. Он вернулся в Румынию в 1933 году и был назначен профессором акушерства и гинекологии в Ясском университете в 1936 году.
В 1945 году он перешёл на ту же кафедру в Бухарестском университете, которую занимал до выхода на пенсию в 1969 году. Его академическая работа была огромной: более 700 публикаций. Ограничение этих публикаций румынскими и французскими журналами, а также отсутствие научного обмена между Востоком и Западом означало, что новаторская работа Абуреля не получила полного признания до 1970-х годов.
Евгений Абурел является всемирно известной личностью в области медицины, чьё участие в различных конгрессах прославило румынскую акушерскую и гинекологическую науку. Он был награждён в 1973 году орденом «Les Palmes Academiques» от правительства Франции, став первым румыном, получившим эту высокую награду.
Несмотря на то, что с течением времени в технике анестезии произошли изменения, в клинике в Яссах, где он проводил многие из своих исследований, каждый год собирается группа акушеров-анестезиологов, чтобы обучать и пропагандировать использование местной анестезии в акушерстве. Его имя упоминается всякий раз, когда рассказывается история акушерства как в стране, так и за рубежом, в том числе в «Учебнике акушерской анестезии», всеобъемлющем, современном и иллюстрированном учебнике по акушерской анестезии, предназначенном как для начинающих, так и для тех, кто уже занимается этой профессией, впервые появившимся в 2002 году под редакцией престижного издательства Cambridge University Press.

### Региональная анальгезия
Первое сообщение об однократной эпидуральной инъекции местного анестетика для облегчения боли во время родов было сделано Вальтером Стокелем в 1906 году.
В 1931 году Евгений Абурел, работавший в Париже, представил первое описание техники непрерывной эпидуральной анальгезии в родах. Его доклад перед Парижским обществом акушерства и гинекологии был представлен 12 января 1931 года. После обширных исследований, включающих детальное вскрытие, Абурел пришёл к выводу, что матка имеет двойную сенсорную иннервацию. Чтобы избежать необходимости повторных инъекций и в отсутствие местных анестетиков длительного действия, Абурел разработал свою технику, введя мягкий гибкий шёлковый катетер через иглу в эпидуральное пространство на каудальном или поясничном уровне. Иглу извлекли, а катетер оставили на месте для последующих инъекций 0,5 % цинхокаина. Он экспериментировал с другими местными анестетиками, но в конечном итоге добился лучших результатов с 0,5 % цинхокаином плюс 1:100 000 адреналина, которые продолжались 3-5 часов.

## Достижения
- президент Общества студентов-медиков из Ясс (1921—1922);
- член Общества врачей и натуралистов Ясс;
- член Общества акушерства и гинекологии в Париже (1929);
- член Французского общества гинекологии (1930);
- почетный член Общества акушерства и гинекологии Турции (1959);
- почетный член Чехословацкого медицинского общества «Пуркинье» (1961);
- член Всемирной ассоциации по профилактике рака матки (1965);
- член-корреспондент Национальной медицинской академии в Париже (1968)[4].